# Prosper-Park

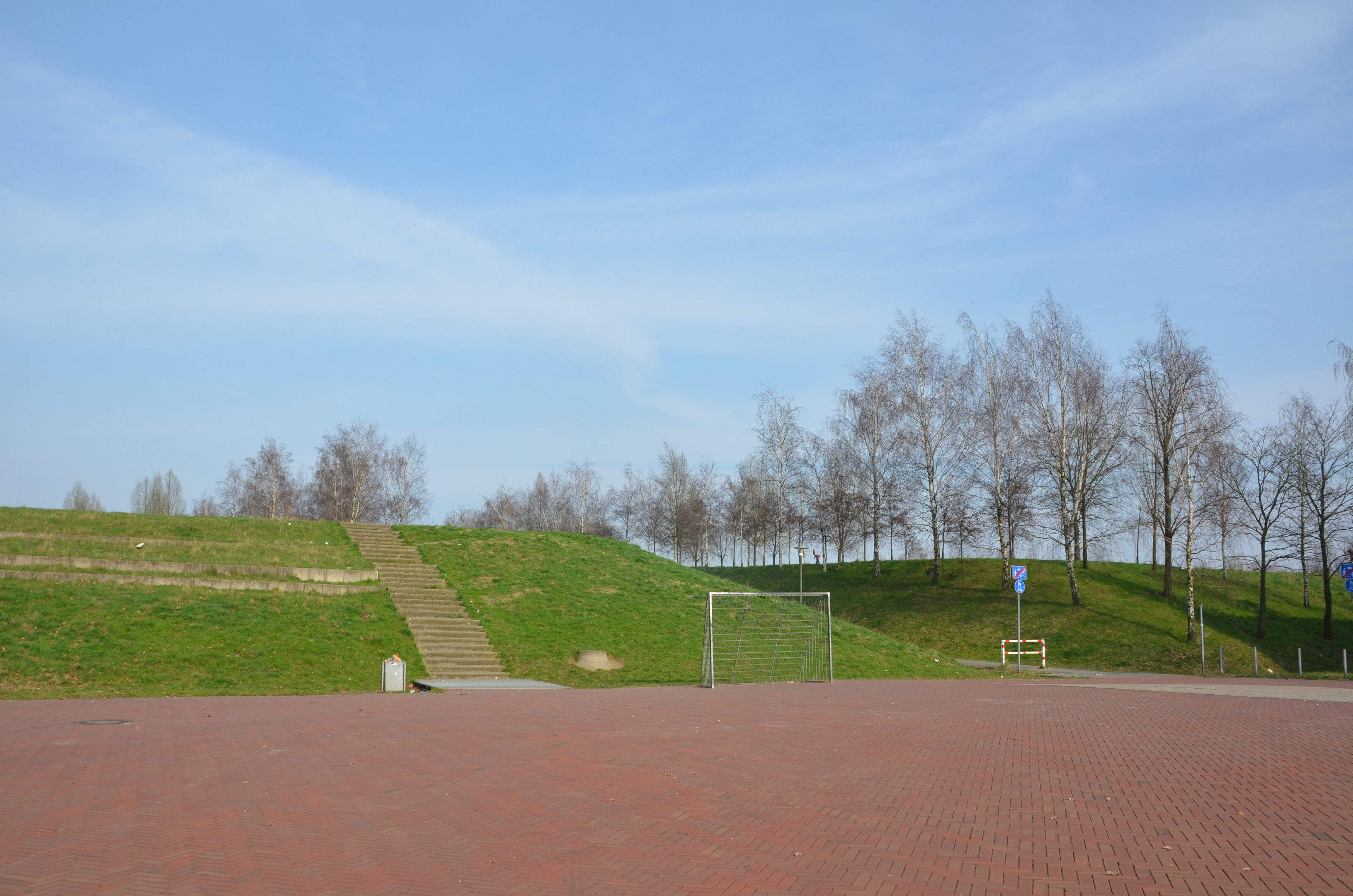
Parkeingang von Westen gesehen

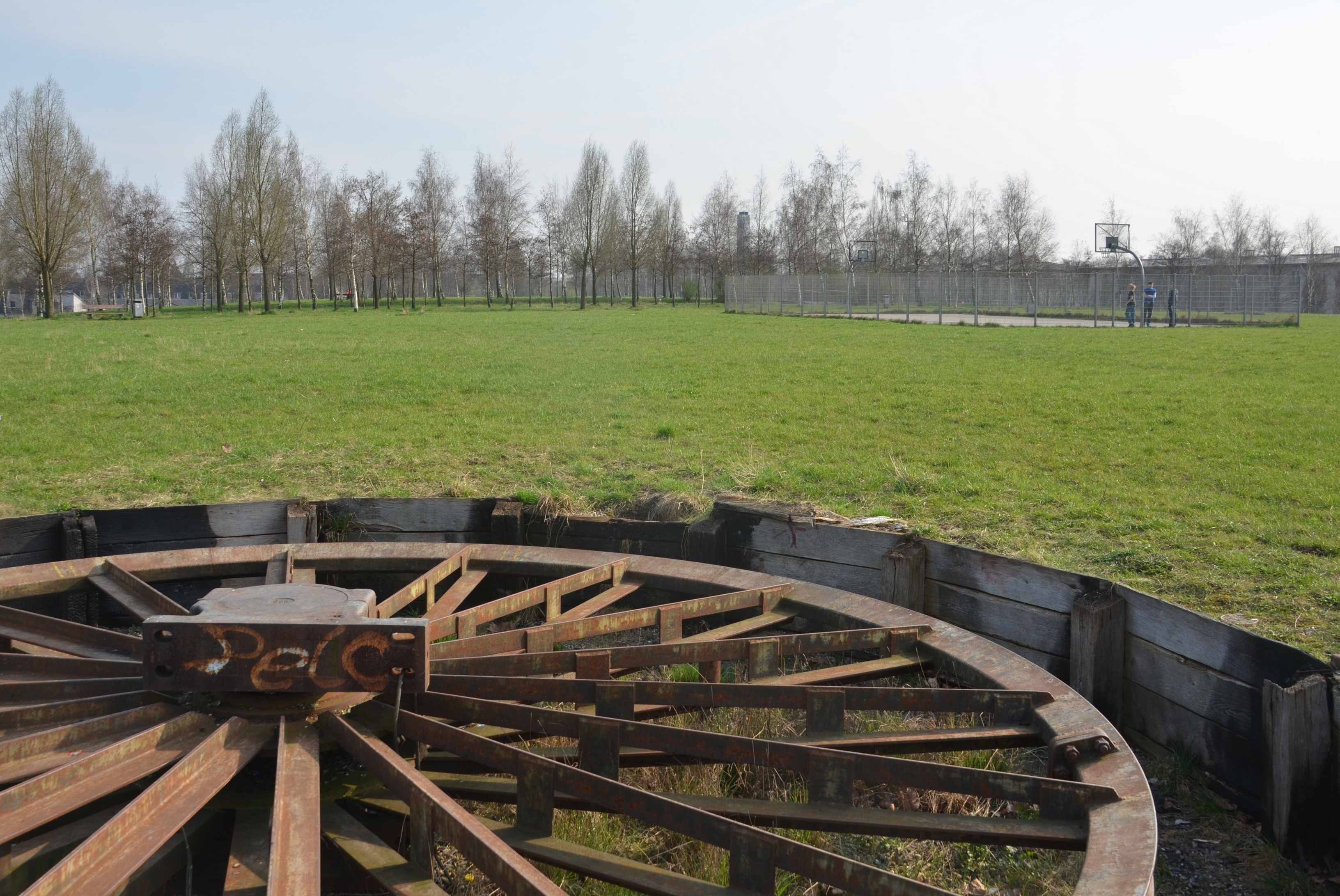
Versenkte Seilscheibe, im Hintergrund Basketballfeld

Der Prosper-Park in Bottrop ist eine städtische Grünanlage auf dem Gelände der ehemaligen Zeche Prosper III.
Der elf Hektar große, von den Landschaftsarchitekten Schmelzer und Bezzenberger aus Stuttgart gestaltete Park zieht sich entlang der Hugo-Reckmann-Straße im Westen und wird bogenförmig vom Friedrich-Bitter-Weg im Osten begrenzt. Park, Gewerbegebiet „Prosper III“ und die umliegende Wohnbebauung mit einem kleinen Einzelhandelszentrum entstanden als „Prosper Viertel“ im Rahmen der Internationalen Bauausstellung Emscherpark Ende der 1990er Jahre. Im Rahmen der IBA galt das Projekt als Schnellläufer und wurde als eine der ersten Rekultivierung- und Bebauungsmaßnahmen abgeschlossen.
Die Zeche Prosper III förderte hier Kohle von 1906 bis 1986 mit ihren Schachtanlagen 6 und 7. Außerdem gab es auf dem Gelände eine Kokerei mit Koksgasanstalt und Leichtölgewinnungsanlage, eine Ammoniakfabrik mit Salzlager, eine Benzolfabrik mit Teergewinnung und Kläranlagen. Nach der Schließung der Zeche wurden die Tagesanlagen komplett abgerissen, einzig eine Protegohaube und ein Bodendenkmal zeugen heute noch von dem Standort der ehemaligen Schächte. Der kontaminierte Boden wurde im Zentrum des Geländes angeschüttet und versiegelt, dabei rund 450.000 Kubikmeter Erdreich und Versiegelungsmasse bewegt. Die daraus entstandene Halde stellt heute den Park dar.
Das leicht gewölbte, bis circa fünf Meter über Umgebungsniveau ansteigende Gelände wird rundherum von Steintreppen und im Inneren durch teilweise gepflasterte Wanderwege erschlossen. In der Mitte quert in Ost-West-Richtung die dort ausschließlich als Rad- und Fußweg angelegte Kardinal-Hengsbach-Straße den Park als tiefen Einschnitt mit steilen Flanken, eine Brücke verbindet die beiden Parkhälften in der Höhe. Im südlichen Bereich befindet sich die Protegohaube, im nördlichen Teil eine liegende, in eine Bodenaussparung eingepasste Seilscheibe als Landmarke sowie ein Bolzplatz mit zwei Fußballtoren aus Stahl und ein eingezäuntes Basketballfeld. Die weitläufigen Wiesenflächen werden von gradlinig angelegten Birkenreihen und -hainen unterbrochen, entlang der Wege stehen einige Parkbänke.
Der Emscher-Park-Weg führt durch den Park.